# Gérard Bannwarth
Pour les articles homonymes, voir Bannwarth.
Gérard Bannwarth, né à Steinbrunn-le-Haut le 4 juin 1908 et mort à Strasbourg le 3 janvier 1991, est un évêque catholique français, évêque de Soissons, Laon et Saint-Quentin de 1963 jusqu'à son retrait en 1984.

## Biographie
Alphonse Gérard Bannwarth est né, le 4 juin 1908 à Steinbrunn-le-Haut, à l'époque en Alsace-Lorraine dans l'Empire allemand et actuellement dans le Haut-Rhin dans une famille de cultivateur. Il effectue des études au petit séminaire de Zillisheim. Il est ensuite envoyé à Rome au séminaire français, où il obtient son doctorat en philosophie,. Il est ordonné prêtre pour le diocèse de Strasbourg le 10 août 1932 à Landser dans le Haut-Rhin. 

### Prêtre
Il repart aussitôt à Rome pour deux ans à l'université pontificale grégorienne où il obtient son doctorat en théologie,. Rentré en 1934, il est nommé d'abord chapelain-vicaire au Mont Sainte-Odile,. Mobilisé lors du début de la Seconde Guerre mondiale entre 1939 et 1940, il devient professeur de dogme au grand séminaire de Strasbourg en 1942 puis aumônier au pensionnat de Molsheim en 1945 avant d'être nommée prêtre de la basilique Notre-Dame de Marienthal de Haguenau et supérieur d'une maison de prêtre retraité,. Devenu directeur diocésain de l'Action catholique et des œuvres diocésaines en 1954, il s'attache au développement des mouvements catholiques du diocèse,.

### Évêque
Après la décision de Pierre Douillard de se retirer pour des raisons de santé du diocèse de Soissons, il est nommé par le pape Jean XXIII le 22 mai 1963 comme évêque de Soissons, Laon et Saint-Quentin,. Il reçoit la consécration épiscopale le 1er juillet 1963 à la cathédrale de Strasbourg par Jean-Julien Weber. Il est installé le 14 juillet 1963 dans la cathédrale de Soissons. 
Comme son prédécesseur, il participe à la deuxième session des travaux de Vatican II. Dès la fin de Vatican II, il met en pratique les travaux du concile dans son diocèse avec le renouveau de la liturgie, du dialogue œcuménique et du catéchisme.
Avec la création de la Conférence des évêques de France en 1966, il fait partie de trois commissions, celle à l'enfance et à la jeunesse entre 1968 et 1979, celle à l'opinion publique entre 1968 et 1973 et celle aux milieux indépendants entre 1968 et 1974.
Victime d'une crise cardiaque en 1977 qui l'affaiblit, il demande l'aide d'un évêque auxiliaire à Rome pour le seconder. Le pape Paul VI nomme ainsi, le 26 juin 1978, Daniel Labille, prêtre de l'archidiocèse de Reims comme évêque auxiliaire du diocèse. 
Arrivé à la limite d'âge de 75 ans en juin 1983, il remet sa démission au pape Jean-Paul II qu'il accepte le 13 février 1984. Le pape nomme d'ailleurs, trois jours après, son évêque auxiliaire, Daniel Labille, comme évêque de Soissons, Laon et Saint-Quentin.
Devenu évêque émérite de Soissons, Laon et Saint-Quentin, il rentre en Alsace et s'installe à Strasbourg où il meurt le 3 janvier 1991.